# Schweinekonflikt

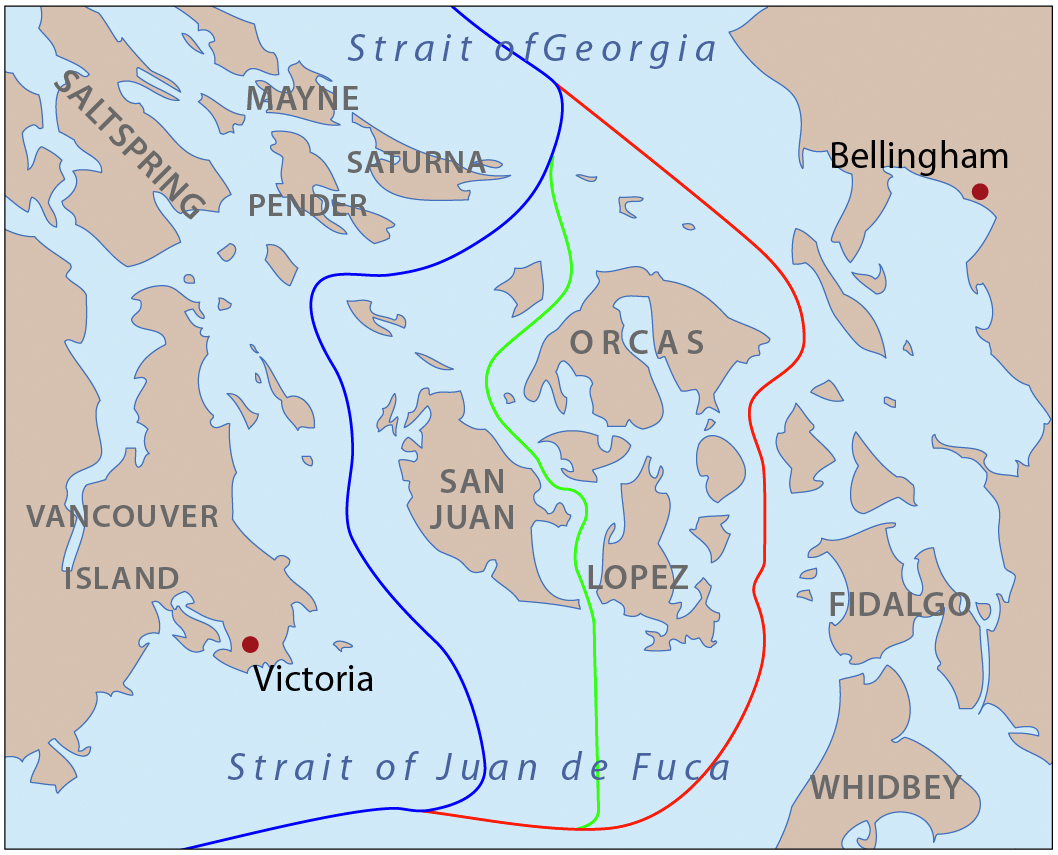
Vorgeschlagene Grenzziehungen im Bereich der San Juan Islands vor 1872: Blaue Linie: US-Vorschlag (entspricht ungefähr der heutigen Grenze); Rot: Britischer Vorschlag; Grün: Kompromissvorschlag

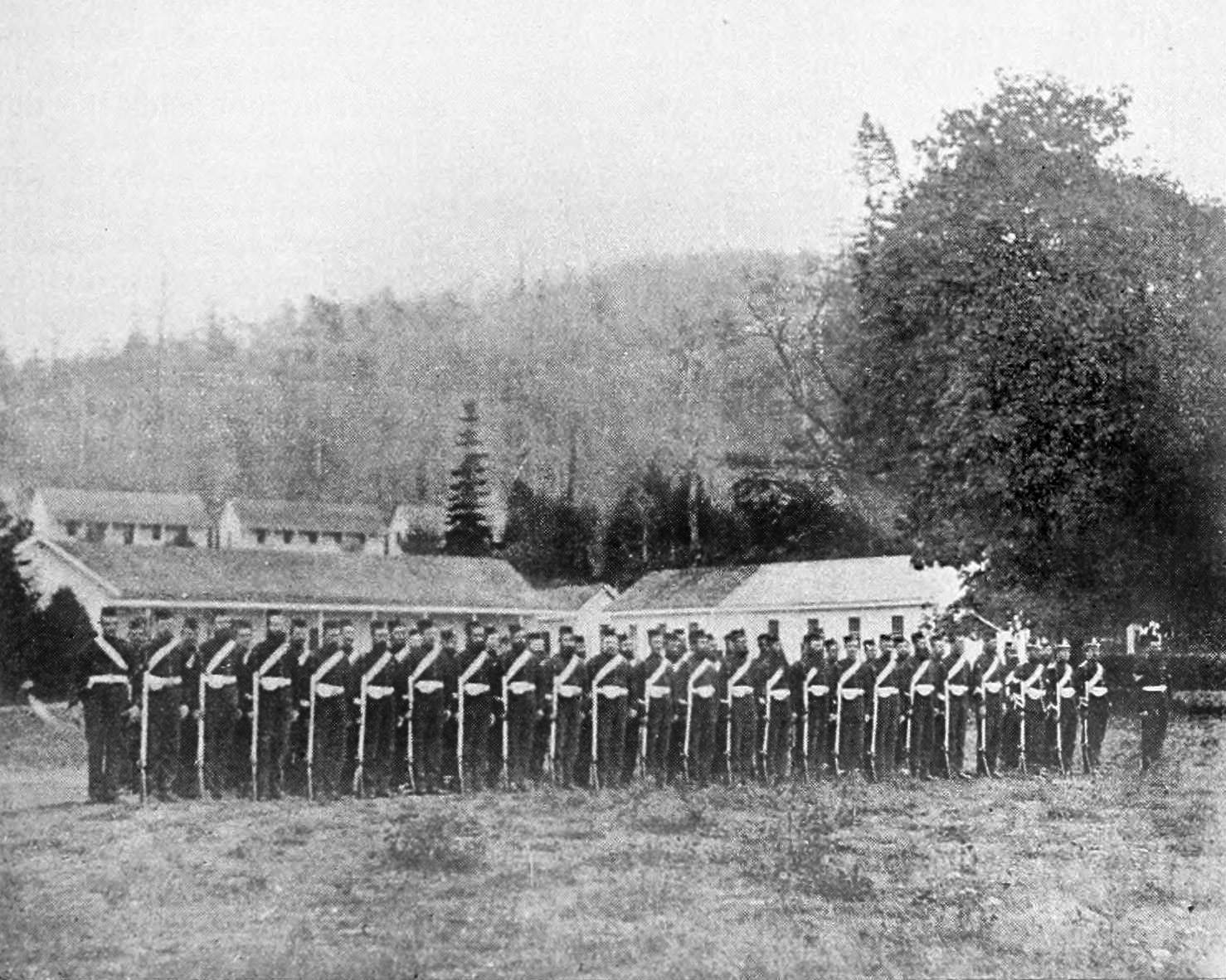
1872: Britische Truppen räumen die San Juan Islands

Der Schweinekonflikt (englisch Pig War, Pig Episode, San Juan Boundary Dispute, Pig and Potato War oder Northwestern Boundary Dispute) war ein Gebietskonflikt im Jahre 1859 zwischen den USA und Großbritannien bezüglich eines Grenzverlaufes zwischen dem Washington-Territorium und der Kolonie Vancouver Island. Er wurde dadurch ausgelöst, dass im Verlauf eines Konflikts zwischen zwei Bauern ein Hausschwein erschossen wurde. Weitere Opfer waren nicht zu beklagen.
Die Grenze zwischen den USA und Britisch-Nordamerika war mit dem Oregon Treaty vom 15. Juni 1846 festgelegt worden. Diese verlief entlang des 49. Breitengrades, in der Mitte des Kanals, der den Kontinent von Vancouver Island trennt, und in der Mitte der Juan-de-Fuca-Straße bis zum Pazifischen Ozean. Es gibt jedoch zwei Wasserstraßen, die durch die Mitte des Kanals führen: die Haro Strait westlich der San Juan Islands und die Rosario Strait entlang der Ostseite. Aufgrund der Mehrdeutigkeit beanspruchten sowohl die USA als auch Großbritannien die San Juan Islands für sich. 13 Jahre später, am 15. Juni 1859, führte diese Ungenauigkeit im Vertragswerk zu einem offenen Konflikt: Der US-amerikanische Landwirt Lyman Cutlar erschoss auf San Juan Island ein fremdes Schwein, das in seinem Garten herumlief.

## Verlauf
Das Schwein gehörte Charles J. Griffin, einem Iren, der auf einer nahe gelegenen Farm der damals britischen Hudson’s Bay Company arbeitete. Cutlar hatte sich zuvor schon erfolglos bei Griffin über frei laufende Schweine beschwert, der darauf verwiesen hatte, dass das ganze hiesige Gebiet der Hudson’s Bay Company gehöre, worauf Cutlar erwiderte, dass es US-Territorium sei. Als am 15. Juni erneut ein Schwein auf seinem Grund auftauchte, erschoss Cutlar das Tier, meldete es Griffin und forderte ihn auf, seine Schweine von den Kartoffeln fernzuhalten, worauf dieser erwiderte: „Es ist an dir, deine Kartoffeln aus meinem Schwein heraus zu halten!“ Cutlar bot an, ihm 10 US-Dollar Entschädigung zu zahlen, aber Griffin lehnte dies ab, weil sein Schwein mehr als 100 US-Dollar wert sei. Als Cutlar diesen hohen Betrag nicht zahlen wollte, drohten ihm britische Behörden mit Gefängnis und damit, dass die US-Siedler auf der Insel als Eindringlinge zwangsgeräumt werden würden.
Als die ansässigen US-amerikanischen Siedler davon erfuhren, riefen sie nach dem Militär. Der Leiter des Departments Oregon, William S. Harney, entsandte sofort 66 Soldaten des 9. Infanterieregiments unter dem Kommando von Hauptmann George Pickett zur Insel, da er wusste, diesbezügliche Befehle aus Washington, D. C. würden Wochen benötigen. Als britische Behörden davon erfuhren, schickte man drei Kriegsschiffe unter dem Kommando von Kapitän Geoffrey Hornby in das Gebiet. Die Situation drohte zu eskalieren. Im September waren 461 US-Amerikaner mit 14 Feldkanonen und acht 32-Pfünder Marinegeschützen unter dem Kommando von Major Silas Casey bereit, den drei britischen Kriegsschiffen mit 70 Geschützen und 2140 Soldaten entgegenzutreten. Es kam jedoch zu keiner Zeit zu Gefechten.
Der US-amerikanische Präsident James Buchanan sandte General Winfield Scott im September nach San Juan Island, um mit dem britischen Gouverneur James Douglas die Krise zu lösen. Das Ergebnis war, dass beide Seiten darin übereinkamen, die gemeinsame Besetzung beizubehalten, allerdings in einem reduzierten Umfang. Das britische Lager wurde an der Nordseite von San Juan Island eingerichtet, um die einfache Versorgung und den einfachen Zugang zu gewährleisten; das US-amerikanische Lager wurde an der Südseite der Insel auf einem hohen Punkt eingerichtet, günstig für die Artillerie.
Die Krise hielt bereits zwölf Jahre an, als der Disput an den deutschen Kaiser Wilhelm I. herangetragen wurde, der vermitteln sollte. Am 21. Oktober 1872 entschied eine vom Kaiser gebildete Kommission, dass die San Juan Islands an die USA fallen. Bis heute erinnert eine Gedenkstätte an diesen Konflikt, der San Juan Island National Historical Park. Der Ort ist seit 1961 eine National Historic Landmark.